# Peltaea parviflora
Peltaea parviflora är en malvaväxtart som först beskrevs av Turczaninow, och fick sitt nu gällande namn av P.A. Fryxell och A. Krapovickas. Peltaea parviflora ingår i släktet Peltaea och familjen malvaväxter. Inga underarter finns listade i Catalogue of Life.